# 彭埠大桥 (1991年通车)
钱江二桥，又名彭埠大桥，是杭州市一座跨钱塘江城市桥梁。它是世界上第一座在强涌潮河段上修建的，公路、铁路在同一平面，而又完全分离并列的特大桥梁。

## 简介
1988年4月21日开工，1991年12月21日通车，1992年4月1日正式通车。连接北部的杭州四堡与南部的萧山盈丰。作为一个铁路、公路并行“双桥”，铁路桥北连沪昆线杭州东站，南接沪昆线盈宁站，全长2861.4米，开通初期为单线铁路，预留复线条件，1997年进行复线化；公路桥位于下游，紧贴铁路桥，全长2112.1米，4车道，两桥中心相距16.4米。二桥连接沪昆铁路、宣杭铁路和萧甬铁路，是铁道部“中取华东”铁路建设的重点工程之一，缓解了钱塘江大桥的压力，推动了钱江南北两岸和华东的经济发展。
2020年5月10日，钱江二桥公路桥封闭改造，改造后的钱江二桥将不再属于杭甬高速公路，成为杭州市区地面道路的一部分，铁路桥正常通行，2021年8月21日，钱江二桥改造完工恢复通车。